# 凱克薩銀行

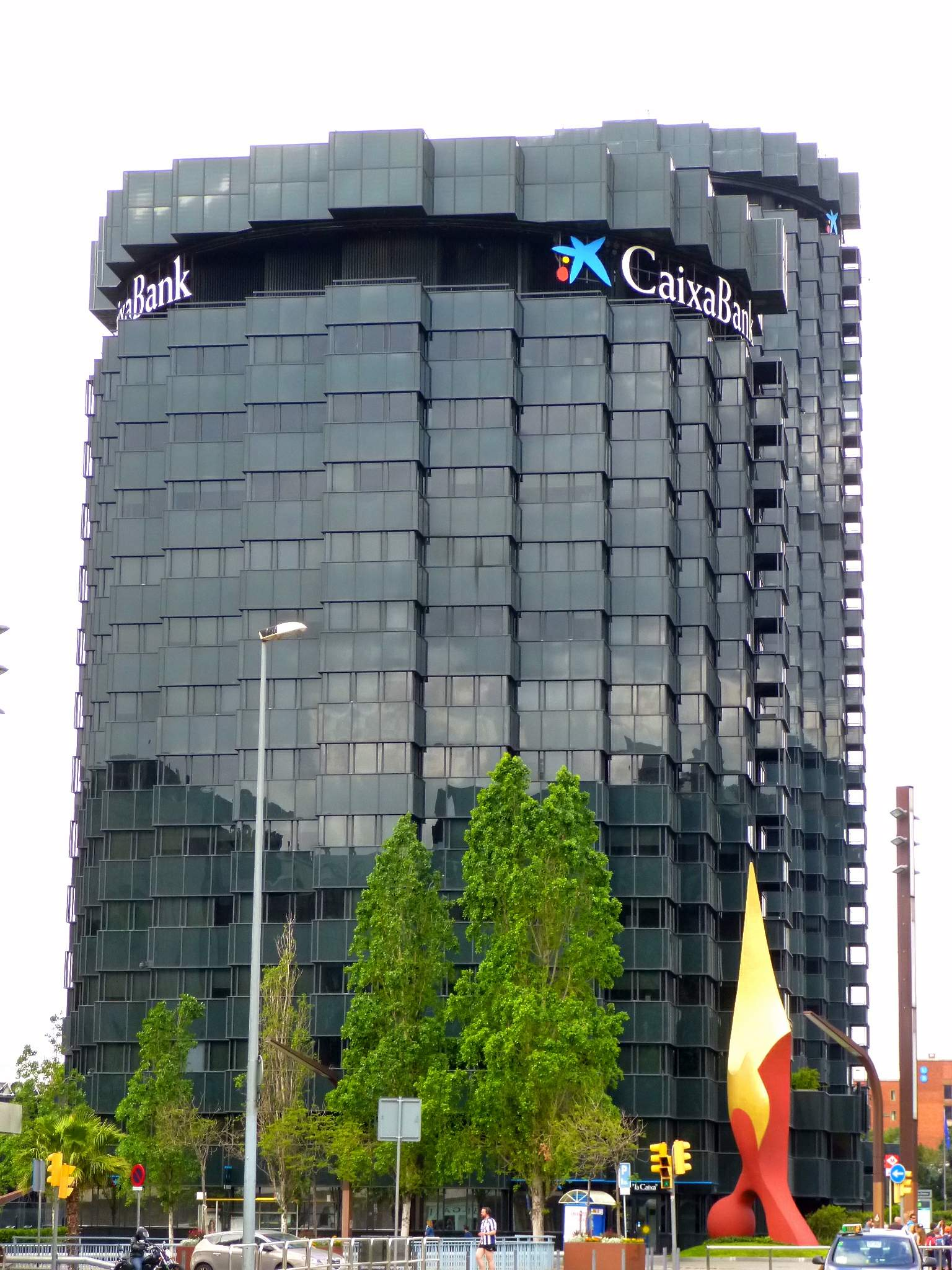
位於巴塞隆納對角線大道的凱克薩塔，為凱克薩銀行原總部所在地。

凯克萨银行（CaixaBank，加泰隆尼亞語發音：[ˌkaʃəˈbaŋ]）是一家總部位於西班牙瓦倫西亞的金融服務公司，72.76%的股份由母公司凯克萨基金会持有，負責集團旗下的綜合銀行和保險業務，其名於加泰隆尼亞語中意為「金庫」。截至2013年1月10日，旗下有6,631家分行，是西班牙據點最多的銀行。

## 歷史
2007年成立當時稱凱克薩標準銀行（Criteria CaixaCorp），2007年上市時的首次公開募股規模為西班牙史上最大。
2008年1月成為IBEX 35成分股。
2011年公司改革，更为現名。
2014年9月1日凱克薩銀行以8億歐羅(11億美元)，購入巴克萊西班牙零售、財富管理及企業銀行業務， 250間分行、55萬名客戶及216億歐元資產。巴克萊預期, 交易會錄得8億3100萬美元的稅後虧損 , 風險資產減少80億英鎊,
2015年12月5日凱克薩銀行以26.5億歐元（約29億美元），其中約20億歐元會以股份支付，餘下的約6.5億歐元，則以現金支付。將所持有的全部17.24%東亞銀行股權，連同墨西哥Inbursa銀行的全部9.01%股權，全數售予母公司Criteria Caixa Corp。
凱克薩銀行的總部原在加泰隆尼亞首府巴塞隆納，但因加泰隆尼亞推動獨立所造成的政治動盪，在2017年10月6日宣布將總部遷往瓦倫西亞，於數日後完成。

## 外部連結
- 官方网站